# West End Games
West End Games (oft als WEG abgekürzt) war ein Rollenspielverlag aus den USA. Gegründet wurde er 1974 in New York von Daniel Scott Palter. 1999 ging der Verlag in den Konkurs und wurde ab 2004 von Purgatory Publishing weitergeführt. 2016 wurde West End Games von Stewart Wieck für seine Firma Nocturnal Media gekauft, er verstarb jedoch im Sommer 2017.
Der aktuelle Status des Verlages ist unklar, da das D6-System unter eine offene Lizenz gestellt werden sollte und die Rechte an den Spielen verkauft wurden, TORG an Ulisses Spiele und Masterbook, Shatterzone und Bloodshadows an Precis Intermedia.

## Systeme
- D6-System
- Masterbook

## Rollenspiele
Es handelt sich hierbei um einzelne Spiele sowie um den Start von Rollenspielserien mit mehreren Auflagen und Erweiterungen.
- Paranoia (1984)
- Ghostbusters (1986)
- Star Wars (1987)
- Ghostbusters International (1989, zweite Auflage von Ghostbusters: A Frightfully Cheerful Roleplaying Game)
- TORG (1990)
- Shatterzone (1993)
- The World of Indiana Jones (1994)
- Bloodshadows (1994)
- Masterbook (1994) – universelles System, bildet die Regelbasis für die folgenden World-of-...-Publikationen
- The World of Tank Girl (1995)
- The World of Species (1995)
- The World of Aden (1996)
- The World of Tales from the Crypt (1996)
- The D6 System: The Customizable Roleplaying Game (1996)
- Indiana Jones Adventures (1996, Umsetzung von The World of Indiana Jones auf das D6-System)
- Men in Black (1997)
- Hercules & Xena (1998)
- Stargate SG-1 role playing game (1999, abgebrochen wegen Konkurs)
- DC Universe (1999, veröffentlicht von Humanoids Publishing)
- Metabarons (2001, veröffentlicht von Humanoids Publishing)
- Septimus (2007, veröffentlicht als Print-on-Demand)

## Weitere Spiele
- Bug-Eyed Monsters (1983)
- Junta (1985, nur dritte Ausgabe)
- Against the Reich (1986)
- Kings & Things (1986)
- RAF (1986)
- Cosmic Encounter (1986–1991)
- Star Wars: Star Warriors (1987)
- Star Wars: Angriff auf Hoth (1988)
- Star Wars: Battle for Endor (1989)
- Star Wars Miniatures Battles (1989)
- Star Wars: Escape from the Death Star (1990)